# La Picossa (Vistabella del Maestrat)
La lloma de la Picossa és una muntanya de 1.030 metres d'altura, situada al terme municipal de Vistabella del Maestrat, a l'Alt Maestrat. S'ubica al nord-est del nucli urbà, delimitada entre la Vallusera i el barranc de les Climentes.
A l'extrem nord, i separat de la lloma, hi ha una roca calcàrea aïllada, també coneguda com la Picossa, de 989 metres d'alçada.
La lloma de la Picossa compta amb un espai de microrreserva de flora protegit per la Generalitat valenciana, especialment a causa dels teixos i les Jasione mansanetiana.